# Iván el Terrible (película)
Iván el Terrible (en ruso: Иван Грозный, Iván Grozny) es una película rusa histórica-dramática escrita y dirigida por Serguéi Eisenstein. Es la primera parte de un díptico sobre la historia y la figura del zar Iván IV de Rusia, más conocido como Iván el Terrible.
La primera parte se estrenó en 1944, año en que comenzó a filmarse Iván el Terrible, segunda parte. Ésta se completó en 1946, pero no pudo estrenarse hasta 1958 debido a la censura política del Gobierno soviético comandado por Iósif Stalin, que la desaprobó. En principio la saga estaba planteada como una trilogía, pero Eisenstein murió antes de terminar el rodaje de la última parte. La música la compuso Serguéi Prokófiev.

## Argumento
En el prólogo, la madre y regente de Iván, la Gran princesa de Moscovia Elena Glínskaya, y su amante son asesinados por los boyardos. En 1547, Iván es entronizado como zar de toda Rusia, en medio de las quejas de los boyardos y los celos silenciosos de su primo, Vladímir de Stáritsa y especialmente de la madre de Vladímir y tía de Iván, Evfrosinia Stáritskaia. Iván pronuncia un discurso proclamando su intención de proteger a Rusia contra los enemigos dentro y fuera de sus fronteras. Poco después, Iván se casa con Anastasia Románovna Zajárina y esto hace que pierda la amistad de sus dos mejores amigos, el kniaz Andréi Kurbski y el boyardo Fiódor Kolychov (nombrado metropolita bajo nombre de Filip II en julio de 1566).
La fiesta de bodas es interrumpida por noticias de la quema de varios palacios boyardos, llevadas al palacio del zar por una turba de campesinos protestando que el zar era descarriado por la familia de la gran princesa, los Glinski y los Zajarin (ancestros de los Románov). Iván calma a la multitud, pero es interrumpido por enviados del Kanato de Kazán, que le envían un cuchillo ceremonial y sugieren que lo use para suicidarse. Iván inmediatamente proclama la guerra y lidera el asedio de Kazán en 1552, donde el ejército de Iván excava savia debajo de la ciudad y la llena de pólvora. Kurbski, nominalmente al mando, es reprendido por Iván por su brutalidad. La ciudad de Kazán cae en manos del ejército ruso.
Durante su regreso a Moscú, Iván cae gravemente enfermo y sus familiares creen que está en su lecho de muerte. Sacerdotes ortodoxos acuden a darle los últimos ritos e Iván llama a sus parientes y les ordena que juren lealtad a su hijo, el infante Dmitri. Ellos objetan, con la tía de Iván, Evfrosinia, instando abiertamente a los demás a jurar lealtad a su hijo Vladímir en su lugar. Iván se derrumba y se le cree muerto. Los parientes, celebrando, comienzan a jurar lealtad a Vladímir, el "zar boyardo" que habían esperado. Mientras tanto, Kurbski inseguro de su propia lealtad, observa cuando la princesa se percata que Iván sigue con vida y jura apresuradamente su lealtad al hijo pequeño de Iván, Dmitri. Es enviado, como recompensa, a la frontera occidental del reino para defenderse de los livonios y polacos. Al mismo tiempo, Iván envía a Alekséi Basmánov, un plebeyo, a defender la frontera de Crimea. El hecho de que Iván promoviera a un plebeyo sobre los boyardos creó más descontento entre ellos.
Posteriormente, la princesa cae enferma, y mientras Iván recibe malas noticias de todos los frentes, los boyardos planean matarla. Evfrosinia entra en el palacio con una copa de vino envenenada escondida en su túnica. Justo cuando la pareja real recibe la noticia de que Kurbski se ha pasado a los livonios, Evfrosinia desliza la copa de vino en la habitación y escucha desde detrás de una pared. La noticia de que Kurbski es un traidor le da a la princesa una convulsión e Iván, buscando algo para calmarla, encuentra el vino envenenado y se lo da. 
La escena cambia para mostrar a la princesa muerta yaciendo en estado en la catedral. Mientras un monje lee versículos sobre el cuerpo, Iván cuestiona sus propias justificaciones y su capacidad para gobernar, y se pregunta si la muerte de su esposa es el castigo de Dios sobre él. En este punto, llega Alekséi Basmánov, sugiriendo que Iván se rodee de hombres en los que realmente puede confiar (en referencia al pueblo, los "hombres de hierro" y los Opríchniki) y ofrece a su hijo Fiódor, para el servicio. Iván acepta y se propone recuperar sus pérdidas. Abdica y se va de Moscú, esperando hasta que la gente le ruegue regresar, diciendo que ahora gobierna con poder absoluto por voluntad del pueblo.

## Reparto
- Nikolái Cherkásov - Zar Iván IV
- Liudmila Tselikóvskaya - Anastasia Románovna Zajárina, esposa de Iván IV
- Serafima Birman - Boyárina Efrosinia Stáritskaya
- Mijaíl Nazvánov - Príncipe Andréi Kurbski
- Mijaíl Zhárov - Opríchnik (guardia del Zar) Maliuta Skurátov
- Amvrosi Buchma - Opríchnik Alekséi Basmánov
- Mijaíl Kuznetsov - Fiódor Basmánov, hijo de Alekséi Basmánov
- Pável Kádochnikov - Vladímir Andréievich Stáritski (Vladímir de Stáritsa) y uno de los caldeos en la representación de Horno ardiente (Canto de los tres jóvenes en el horno) en la Catedral de la Dormición en el Kremlin de Moscú
- Andréi Abrikósov - Boyardo Fiódor Kolychov (metropolita Filip II)
- Aleksandr Mgébrov - Arzobispo Pimen de Nóvgorod
- Maksim Mijáilov - Archidiácono
- Vsévolod Pudovkin - Nikola, yuródivy o inocente

## Historia
Durante la Segunda Guerra Mundial, con el Ejército de la Alemania Nazi aproximándose a Moscú, Eisenstein fue uno de los muchos cineastas de la ciudad capital que fueron evacuados a Alma Ata, en la antigua República Socialista Soviética de Kazajistán (actualmente Kazajistán). De hecho, la película fue rodada enteramente en Kazajistán, en los estudios Kazakhfilm de Alma Ata.
La primera parte se rodó entre 1942 y 1944, y se estrenó el 30 de diciembre de 1944 en Moscú y el 16 de enero de 1945 en todo el país. La película presentaba a Iván como un héroe nacional, y se ganó la aprobación de Stalin (e incluso un Premio Stalin).
La segunda parte se rodó en Mosfilm entre 1944 y 1946. Ésta no fue aprobada por el gobierno porque mostraba a Iván menos como un héroe y más como un tirano paranoico, una analogía que a Stalin no le gustó. En consecuencia, éste censuró la película y no se pudo estrenar hasta 1958, cinco años después de su muerte.
Iván el Terrible, tercera parte se empezó a rodar en 1946, pero no se completó debido a la desaprobación del Gobierno soviético. El rodaje se detuvo y todo el metraje fue confiscado y la mayor parte destruido. En 1988, surgió un cortometraje que reunía los únicos escasos minutos de metraje sobrevivientes, filmados antes de que se detuviera el rodaje, junto a escenas detrás de cámara.

## Simbolismo

### Símbolos
Algunos símbolos se repiten constantemente en la película, como el Ojo de la Providencia, que indica la verdad, o los numerosos iconos de la Iglesia ortodoxa rusa. Durante la batalla de Kazán, Iván lleva un Sol en su armadura, mientras que su amigo Kurbski lleva una Luna, lo que puede indicar su igualdad. Cuando éste se va, el equilibrio se destruye.
La película es también especialmente reconocida por su uso de las sombras para representar visualmente las jerarquías de poder. Esto es especialmente palpable en la escena del trono, en la que la sombra de Iván domina la estancia y a todos los que le rodean, haciendo referencia a su poder político.
Eisenstein también usó colores para representar a ciertos personajes, como por ejemplo Efrosinia, que viste, de acuerdo a su naturaleza malvada, siempre completamente de negro o, ya en la segunda parte, la escena del baile, que es en color, para mostrar la transición de Iván hasta convertirse en el terrible y para darle importancia. Durante la boda de Iván y Anastasia predominan los colores blancos, símbolo de pureza, y la comida es traída en bandejas con formas de cisnes blancos. Como su reverso oscuro, en la cena que Iván prepara en la segunda parte para confirmar sus sospechas sobre la participación de Efrosinia en el asesinato de su esposa, la cena es servida en bandejas con forma de cisnes, pero negros esta vez.

### Animales
Los personajes principales de la película se relacionan con un animal:
- Iván es retratado como un pájaro, con la túnica como si fuese sus alas, la forma en la que mueve su cabeza y el parecido de su barba y pelo con plumas. Aunque en la primera película el simbolismo del pájaro lo relaciona con la presa, en la segunda pasa a ser el predador.
- Efrosinia es retratada como una serpiente, dada la tradición que la relaciona con el demonio y el pecado. La cámara la muestra siempre como si se arrastrase por el suelo, preparada para atacar, viste de negro y se cubre la cabeza, dando la impresión de tener la cabeza calva de una serpiente.
- Alekséi es mostrado como un perro, leal. Su pelo está diseñado para caer similar a las orejas de un perro, la igual que sus movimientos también lo recuerdan.

## Recepción
En 2012, la película obtuvo el puesto 102 en la encuesta de críticos Sight & Sound de las mejores películas de todos los tiempos.